# لبلیا توپا
لبلیا توپا (نام علمی: Lobelia tupa) نام یک گونه از تیره گل‌استکانیان است.